# Corvus typicus
Corvus typicus là một loài chim trong chi Quạ họ Corvidae.
Đây là loài đặc hữu của Indonesia. Môi trường sinh sống tự nhiên của loài này là rừng đất thấp ẩm nhiệt đới hoặc cận nhiệt đới.